# Jennifer Connelly

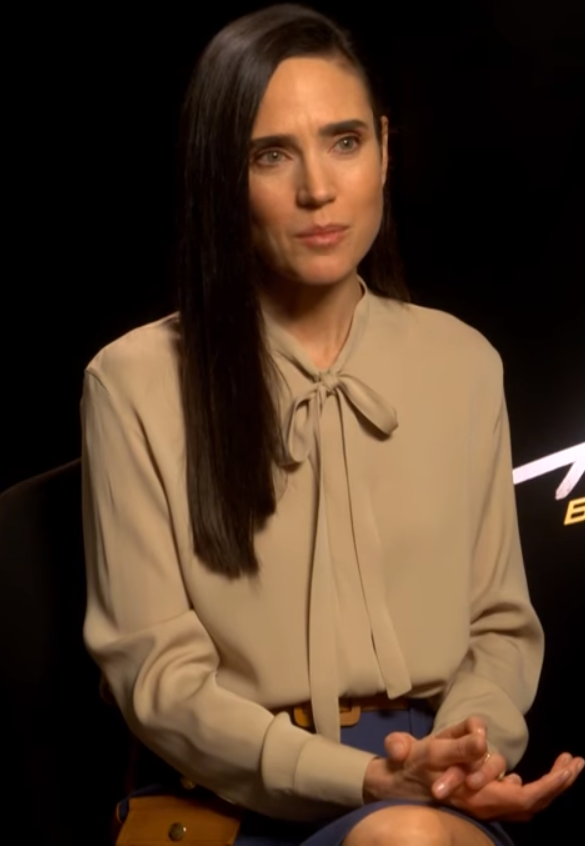
Jennifer Connelly (2019)

Jennifer Lynn Connelly (* 12. Dezember 1970 in Cairo, New York) ist eine US-amerikanische Schauspielerin. Sie war zunächst Kindermodel und begann ihre Kinokarriere 1984 mit dem Gangster-Epos Es war einmal in Amerika. Es folgten Filme wie Die Reise ins Labyrinth (1986) und Rocketeer (1991), bis sie sich in den späten 1990er Jahren als ernsthafte Schauspielerin etablierte. Sie hatte ihren Durchbruch als Marion Silver in Darren Aronofskys Drama Requiem for a Dream (2000) und gewann für die Rolle der Alicia Nash in Ron Howards Beautiful Mind (2001) den Golden Globe und den Oscar als beste Nebendarstellerin. Neben ihrer Kinokarriere war sie Aushängeschild für Kampagnen der Kosmetikunternehmen Revlon und Shiseido sowie des Pariser Modehauses Balenciaga.

## Leben und Karriere

### Kindheit und Arbeit als Kindermodel
Jennifer Connelly wurde am 12. Dezember 1970 als Tochter des Bekleidungsherstellers Gerard Connelly und der Antiquitätenhändlerin Ilene Connelly in den USA, in den Catskill Mountains im Bundesstaat New York geboren. Ihre Familie väterlicherseits ist irischer und norwegischer Herkunft. Die Ahnen ihrer Mutter waren russisch-polnische Juden. Sie wuchs auf im Brooklyner Stadtteil Brooklyn Heights, wo sie die kunstorientierte Privatschule Saint Ann’s besuchte. 1976 zog die Familie nach Woodstock. Vier Jahre später kehrten die Connellys nach Brooklyn zurück und Jennifer ging an ihre alte Schule zurück.
Ein Werbefachmann, der mit ihrem Vater befreundet war, schlug ihren Eltern vor, dass sie als Kindermodel arbeiten könne. Kurz danach trat sie der Modelagentur Ford Models bei. Sie sammelte ihre ersten beruflichen Erfahrungen bereits im Alter von zehn Jahren mit einigen Bildern in Modezeitschriften und dann Auftritten in Werbespots. In einem Interview der Tageszeitung The Guardian erklärte sie, dass sie nach einiger Zeit als Kindermodel keine Ambitionen hatte, Schauspielerin zu werden.

### Frühe Karriere
Ihren ersten Filmauftritt hatte Connelly 1984 in dem Film Es war einmal in Amerika. Der italienische Regisseur Sergio Leone gab ihr die Rolle der jungen, aufstrebenden Balletttänzerin und Schauspielerin Deborah Gelly, weil sie beim Vorsprechen die Ballettbewegungen für die Rolle imitierte. Sie beschrieb den Film als „einen unglaublich idyllischen Einstieg in die Schauspielerei“. Während der Dreharbeiten zu Es war einmal in Amerika sah man sie in der Folge Stranger in Town der britischen Serie Die unglaublichen Geschichten von Roald Dahl.
Bereits in ihrem zweiten Film Phenomena von 1985 erhielt sie die Hauptrolle der Jennifer Corvino, eines jungen Mädchens, das durch seine übersinnlichen Fähigkeiten versucht, einen Serienmörder zu jagen, der Schülerinnen eines Mädcheninternates tötete. Der wenig beachtete Film Ticket zum Himmel (TV-Titel Sieben Minuten im Himmel) erschien 1986.
Es folgte Jim Hensons Fantasyfilm Die Reise ins Labyrinth (1986), in dem sie als Teenager Sarah ihren kleinen Bruder Toby aus den Fängen des Koboldkönigs Jareth (gespielt von David Bowie) befreien muss. Obwohl der Film an den Kassen nicht erfolgreich war, bekam er eine große Fangemeinde. Im Dezember desselben Jahres spielte sie in phonetischem Japanisch die Pop-Lieder Monologue of Love und Message of Love für den japanischen Markt ein. 1988 war sie als junge Ballett-Studentin im italienischen Film Étoile und als College-Studentin in Some Girls zu sehen. Sie erschien mehrfach auf der Titelseite des US-amerikanischen Teenager-Magazins Seventeen.
Über ihre frühe Karriere sagte sie: „Bevor es mir bewusst wurde, wurde die Schauspielerei mein Lebensinhalt. Es war ein sonderbarer Weg zum Erwachsenwerden, gepaart mit meiner Persönlichkeit.“ Sie beschrieb sich, als würde sie sich während der Zeit ihrer Adoleszenz in etwa wie eine „laufende Puppe“ fühlen, ohne sich jemals über ihre Karriere Gedanken machen zu müssen.
Inzwischen machte sie ihren High-School-Abschluss und besuchte ein College. Von 1988 bis 1989 studierte sie Englisch an der Yale University. 1990 wechselte sie an die Stanford University, um dort Theaterwissenschaften zu studieren. Auf Vorschlag ihrer Eltern entschloss sie sich, ihr Studium aufzugeben, um ihre Kinokarriere zu verfolgen.
1990 spielte sie die erpresste Gloria Harper in Dennis Hoppers The Hot Spot – Spiel mit dem Feuer, der viel weniger Geld einspielte, als er gekostet hatte. Dort hatte sie ihre erste Nacktszene, von der sie sagte „Nacktheit war für mich hart und etwas, worüber ich nachgedacht habe, aber nicht in einem schäbigen Kontext“. Sie wurde anfangs von Garry Marshall für die Hauptrolle in seiner Liebeskomödie Pretty Woman vorgesehen. Er befand jedoch, dass sie zu jung dafür wäre, und gab Julia Roberts die Rolle. 1991 spielte sie in der Komödie Kevins Cousin allein im Supermarkt, die schlechte Kritiken bekam. Es folgte im selben Jahr Disneys Science-Fiction-Abenteuer Rocketeer – Der Raketenmann, in dem sie die Hauptrolle der aufstrebenden Schauspielerin Jenny übernahm, die von dem Spion Neville Sinclair gefangen genommen ist, während ihr Freund Cliff „Rocketeer“ (gespielt von Billy Campbell) versucht, sie zu retten. Die kostspielige Produktion wurde schließlich zum Flop. 1992 spielte sie an der Seite von Jason Priestley in dem Videoclip von Roy Orbison I Drove All Night.
Nach dem Misserfolg ihrer letzten Filme spielte Connelly in einer Reihe von kleineren Filmen wie das Drama Higher Learning – Die Rebellen im Jahr 1995, der Thriller Nach eigenen Regeln von 1996 und das Drama Far Harbor im selben Jahr. Sie etablierte sich in Filmen der späten 1990er Jahre als ernsthafte Schauspielerin. Im Drama Die Abbotts, deren Handlung in den 1950er Jahren spielt, ist sie als die älteste der drei Töchter des Millionärs Lloyd Abbott in der Kleinstadt Haley zu sehen. 1998 übernahm sie eine Nebenrolle in Alex Proyas Science-Fiction-Drama Dark City, in dem Rufus Sewell, William Hurt und Kiefer Sutherland mitspielten. 2000 erschien sie als die junge Geliebte des Malers Jackson Pollock, dessen Stilrichtung der Abstrakte Expressionismus ist, gespielt von Ed Harris, in der Biografie Pollock und als Catherine Miller in der Miniserie The $treet – Wer bietet mehr.

### Durchbruch
Connelly setzte ihre Karriere in den frühen 2000er Jahren erfolgreich mit Rollen in Waking the Dead, der Hubert-Selby-Verfilmung Requiem for a Dream, A Beautiful Mind – Genie und Wahnsinn und der Bestseller-Verfilmung Haus aus Sand und Nebel fort.
Obwohl Keith Gordon sie anfangs nicht für eine ernsthafte Schauspielerin hielt, besetzte er sie in seinem Drama Waking the Dead, nachdem er auf Empfehlung ihrer Managerin ihre Arbeit in Far Harbor von 1996 gesehen hatte. Sie trat als die Sozialaktivistin Sarah Williams auf, die in einem Auto mit zwei chilenischen Exilpolitikern in Minneapolis stirbt, als auf die Gruppe ein Attentat verübt wird. Von der Rolle sagte Connelly „Waking the Dead war der erste Film, in dem ich meinte, dass ich spielen konnte, wie es mir beliebte. Ich war wirklich bestrebt, dass ich das Beste aus der Rolle heraushole und habe mich dafür sehr engagiert. Die Rolle bedeutete mir viel.“
Noch im Jahr 2000 feierte sie ihren Durchbruch mit Darren Aronofskys Requiem for a Dream. Sie interessierte sich für das Drehbuch wegen seiner Darstellung der Drogensucht und ihrer Auswirkung auf das Leben der Hauptfiguren. In diesem Film spielt sie die junge Frau Marion Silver, die zusammen mit ihrem Freund Harry Goldfarb (gespielt von Jared Leto) einen Modeladen aufmachen will, sich aber letztendlich prostituiert, um ihre Drogensucht zu finanzieren. Connelly bereitete sich für ihre Rolle vor, indem sie sich ein Apartment in ihrem Haus anmietete und darin wohnte. Während dieser Zeit isolierte sie sich sozial. Sie malte, hörte Musik, entwarf Kleidermode und sann über ihre Süchte und deren Ursache – wie die Protagonistin es ihrer Ansicht nach tun würde. Ferner sprach sie mit Suchtkranken und besuchte ein Treffen der Selbsthilfegruppe Narcotics Anonymous gemeinsam mit einem ihrer Freunde, der Teil der Gruppe war.
Sie wurde zum Vorsprechen für die Rolle der Alicia Nash in Ron Howards 2001 erschienenem A Beautiful Mind eingeladen, nachdem ihre Managerin an den Filmproduzenten einen Clip von dem damals noch unveröffentlichten Requiem for a Dream geschickt hatte. Ihr gutes Verhältnis zum Hauptdarsteller Russell Crowe beeindruckte den Regisseur und die Produzenten. Sie verkörpert die Frau des schizophrenen Mathematik-Genies John Nash, dessen Geschichte der Film erzählt. Auf ihren Wunsch lernte sie die echte Alicia Nash kennen, um mehr über ihr Leben zu erfahren, bevor die Dreharbeiten begannen. Der Film wurde zum Kassenschlager, der 313 Millionen US-Dollar weltweit einspielte. Für ihre Leistung erhielt Connelly 2002 den Golden Globe, den Oscar und den BAFTA Award als beste Nebendarstellerin. Sie sagte von dem Film A Beautiful Mind, er sei „ein Film, auf den ich stolz bin und den ich sehr liebe“.
2003 zeigte sie Interesse an der philosophischen Perspektive des Regisseurs Ang Lee für die Comicverfilmung Hulk. Sie trat in der Rolle der Wissenschaftlerin Betty Ross auf, die die Ex-Freundin des Kernphysikers Bruce Banner ist. Der Film spielte weltweit knapp 245 Millionen US-Dollar ein.
Connelly sagte, dass sie sehr daran interessiert war, Kathy Nicolo aus dem Haus aus Sand und Nebel nach dem gleichnamigen Roman von Andre Dubus III zu porträtieren, nachdem sie das Drehbuch gelesen hatte. „Ich mochte die Tatsache, dass es keinen ‚good guy‘ und keinen ‚bad guy‘ gibt. Ich fand es wirklich zwingend, dass beide Seiten Dinge tun, die moralisch zu hinterfragen sind, weil das Leben oft so ist.“ Connelly spielt eine verlassene Frau, die wegen eines bürokratischen Fehlers aus ihrem Bungalow an der nebligen nordkalifornischen Pazifikküste vertrieben wurde, und dann gegen den neuen Besitzer, den iranischen Einwanderer Massoud Amir Behrani (gespielt von Ben Kingsley), um das Haus kämpft.

### Folgende Karriere

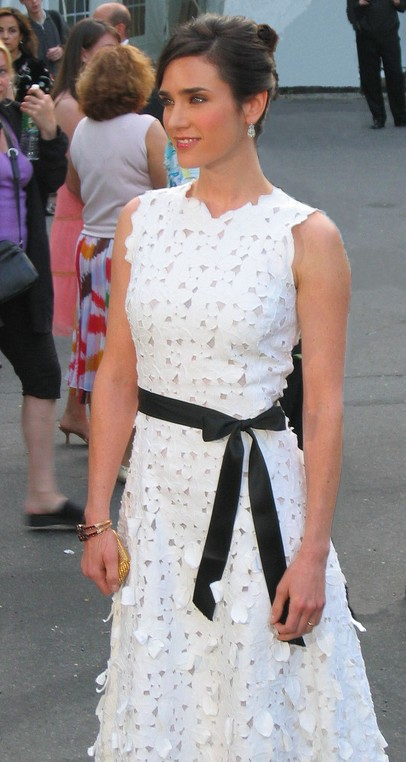
Connelly in New York City (2005)

2005 drehte sie unter der Regie des Brasilianers Walter Salles den Horror-Film Dark Water – Dunkle Wasser, der eine Neuverfilmung von Hideo Nakatas Dark Water aus 2002 ist. Sie spielt die attraktive, psychisch labile junge Mutter Dahlia, die mit ihrer kleinen Tochter Cecilia während der Scheidung in eine heruntergekommene Wohnung in einer Massensiedlung in Roosevelt Island in New York zieht, in der paranormale Ereignisse stattfinden.
2006 war sie in dem Drama Little Children in der Nebenrolle der Autorin und betrogenen Ehefrau Kathy Adamson neben Patrick Wilson und Kate Winslet zu sehen. Im selben Jahr übernahm sie die Hauptrolle neben Leonardo DiCaprio in dem Abenteuerfilm Blood Diamond, der den Handel mit Blutdiamanten thematisiert. Sie spielte die US-amerikanische Journalistin Maddie Bowen, die über den Handel mit Blutdiamanten vor dem Hintergrund des Bürgerkriegs in Sierra Leone recherchiert.
2007 erschien sie, neben Joaquin Phoenix und Mark Ruffalo, in dem Drama Ein einziger Augenblick. Der Film handelt von einer Familie, die ihren zehnjährigen Sohn bei einem Verkehrsunfall verliert, als er unachtsam eine Straße betritt. Sie beschrieb damals die Rolle der Grace als härter als ihre bisherigen Rollen.
Sie wurde zum Aushängeschild für die Kampagnen 2008 des Kosmetikunternehmens Revlon und des Pariser Modehauses Balenciaga. Sie war zunächst die erste Wahl des Regisseurs Scott Derrickson für die Besetzung der Rolle der Helen Benson in der Neuverfilmung von dem Science-Fiction-Film Der Tag, an dem die Erde stillstand aus dem Jahr 1951. Obwohl sie die Leistung von Patricia Neal in dem originalen Film lobte, in dem Helen Benson eine Sekretärin war, akzeptierte sie die neue Version, in der Helen Benson eine Astrobiologin war. Sie hatte im selben Jahr einen Cameo-Auftritt in dem Fantasyfilm Tintenherz nach dem gleichnamigen Roman der deutschen Autorin Cornelia Funke.
Ihr nächstes Projekt war die prominent besetzte Komödie Er steht einfach nicht auf Dich neben Jennifer Aniston, Ginnifer Goodwin, Scarlett Johansson und Drew Barrymore. Dann war sie in Creation zu sehen, einem Film über das Leben des britischen Naturforschers Charles Darwin während des Schreibens seines Buches Die Entstehung der Arten und der Trauer seiner Familie wegen des Verlustes ihrer Lieblingstochter Annie. Sie spielte dabei neben ihrem Mann Paul Bettany. Weiters lieh Connelly der Figur #7 in Tim Burtons Animationsfilm #9 ihre Stimme.

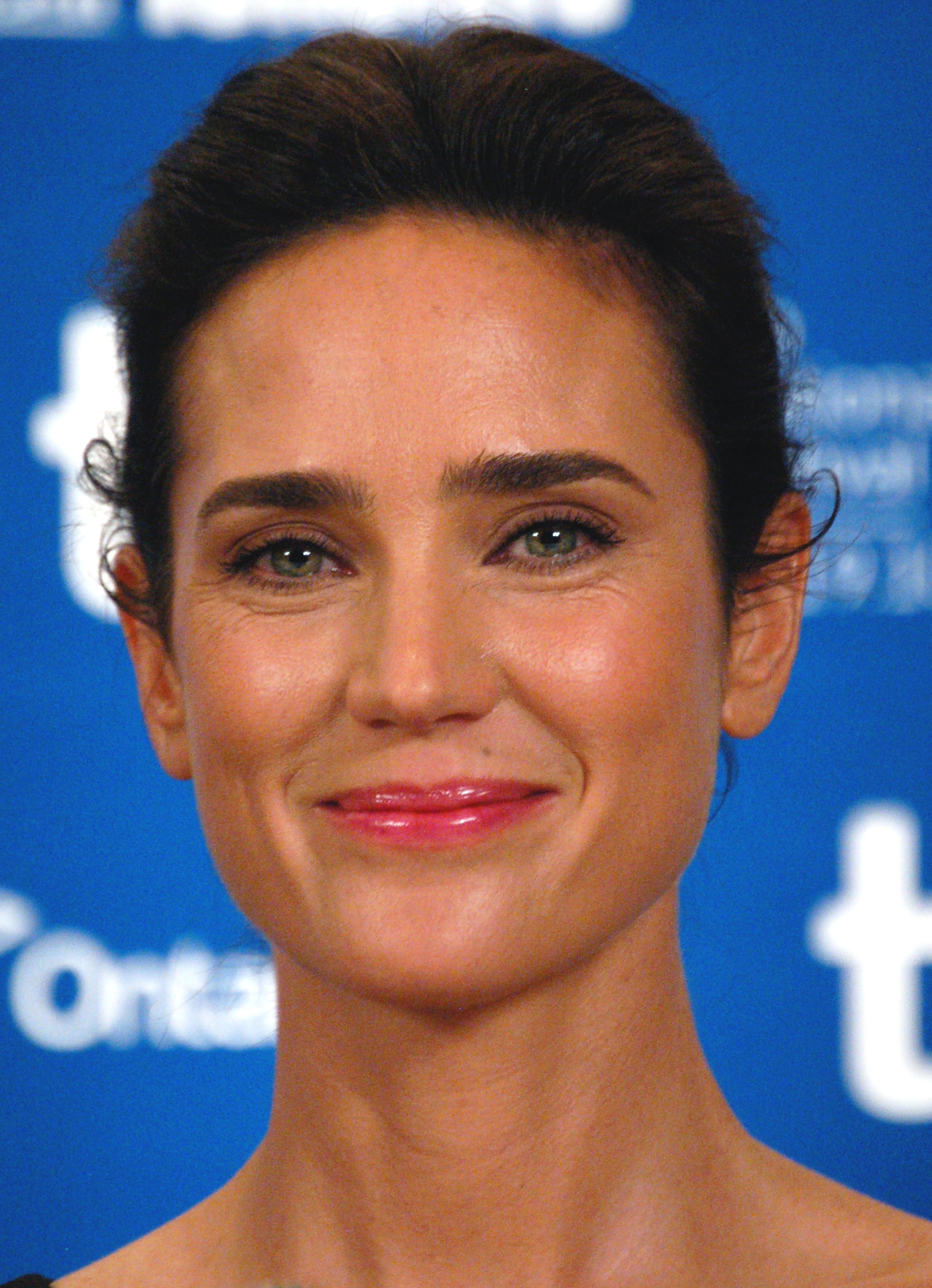
Jennifer Connelly in Toronto International Film Festival 2010

Anfang 2011 übernahm sie die Nebenrolle der Köchin Beth an der Seite von Vince Vaughn und Kevin James in der Tragikomödie Dickste Freunde, die zum kommerziellen Flop wurde, und überwiegend schlechte Kritiken bekam. Die Komödie Wer’s glaubt, wird selig – Salvation Boulevard, in der sie an der Seite von Greg Kinnear und Pierce Brosnan zu sehen ist, wurde auf dem Sundance Film Festival 2011 uraufgeführt. Die Geschichte handelt von einem Katz-und-Maus-Spiel, in dem der charismatische Megakirche-Pastor Dan, der eine ganze Kleinstadt führt, versucht, den einzigen Zeugen eines Mordes in der Gemeinde loszuwerden.
Obwohl Dustin Lance Blacks Kleinstadt-Komödie Virginia 2010 unter dem Namen What’s Wrong with Virginia auf dem Toronto Film Festival 2010 uraufgeführt wurde, kam der Film erst im Mai 2012 nach einer Überarbeitung und Umbenennung in die Kinos. Connelly porträtiert die geistig gestörte alleinstehende Mutter Virginia, die eine über zwei Jahrzehnte dauernden Affäre mit dem verheirateten Sheriff Dick Tipton hat. Sie droht ihren Verstand zu verlieren und ignoriert Zeichen eines Lungenkrebses, als sich ihr Sohn Emmet in die Tochter Tiptons verliebt. Um die Nöte und Hindernisse Virginias zu begreifen, verbrachte Connelly Zeit im New York State Psychiatric Institute sowie im Krebszentrum der New York University. Auf Wunsch des Regisseurs nahm sie an der Kleidungsauswahl für die Rolle sowie an der Wahl der Innenausstattung des Hauses von Virginia teil. Über den Film sagte sie „Virginia ist ein sehr eigenartiger Independent-Film: Er ist sehr persönlich“.

Im Frühjahr 2012 wurde bekannt, dass Connelly in dem Familiendrama Love Stories die Ex-Frau des Schriftstellers Bill Borgens (gespielt von Greg Kinnear) spielen wird, von der er nach der Scheidung vor drei Jahren besessen ist. Im Februar desselben Jahres wurde sie als Markenbotschafterin für die Kampagne 2012 des japanischen Kosmetikunternehmens Shiseido vorgestellt, für das sie schon in den 1980er Jahren gearbeitet hatte. Im März erschien das Audible-Hörbuch The Sheltering Sky von Paul Bowles, in dem sie vorliest. Ebenfalls 2012 begannen die Dreharbeiten zu Darren Aronofskys Noah, in dem sie die Rolle von Noahs Frau Naameh spielt. Es ist ihre erste Zusammenarbeit mit Darren Aronofsky seit Requiem for a Dream aus dem Jahr 2000 und mit Russell Crowe seit A Beautiful Mind aus dem Jahr 2001. Der Film erschien 2014.

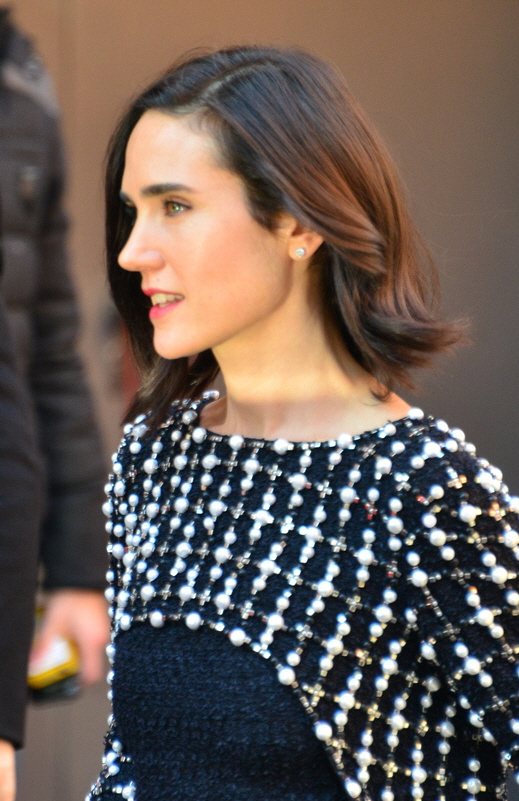
Jennifer Connelly auf der Berlinale 2014

Im Oktober desselben Jahres wurde bekannt, dass sie sich in Verhandlungen für eine Rolle in der Verfilmung vom Fantasyroman im Stil des magischen Realismus Wintermärchen befand, in der Russell Crowe und Will Smith mitspielen. Sie bekam noch 2012 eine Rolle in dem Drama Cry/Fly. 2013 schloss sie sich mit der Liebesgeschichte Shelter, dem Regiedebüt von ihrem Ehemann Paul Bettany an.
Weitere Filmauftritte folgten. Seit 2020 spielt sie eine tragende Rolle in der Serie Snowpiercer. 2022 war sie in Top Gun: Maverick zu sehen. Ihr Schaffen für Film und Fernsehen umfasst mehr als 50 Produktionen.

## Privates
Connelly ist seit Januar 2003 mit ihrem britischen Schauspielkollegen Paul Bettany verheiratet, den sie bei den Dreharbeiten zu A Beautiful Mind kennengelernt hatte. Das Paar hat einen Sohn und eine Tochter. Connelly brachte einen weiteren Sohn aus ihrer Beziehung mit dem Fotografen David Dugan mit in die Ehe.

## Sonstiges
Connelly wurde mehrmals von Zeitschriften wie People Magazine, Vanity Fair und Esquire als eine der schönsten Frauen der Welt bezeichnet.
Am 14. November 2005 wurde Connelly zur Amnesty-International-Botschafterin für Menschenrechtsbildung ernannt. 2008 drehte sie einen Werbespot über die weltweite Bedeutung des Trinkwassers, um Wasserbauprojekte in Afrika, Indien und Zentralamerika zu unterstützen. Im Mai 2009 nahm sie an dem Annual 5k Run/Walk for Women von Revlon teil. Im Mai 2012 wurde sie zur Save-the-Children-Botschafterin ernannt, um die Kinderrechte weltweit zu schützen.
Für Audible hat Jennifer Connelly 2012 Paul Bowles’ Roman The Sheltering Sky als Hörbuch eingelesen.

## Filmografie (Auswahl)
- 1984: Es war einmal in Amerika (Once Upon a Time in America)
- 1984: Die unglaublichen Geschichten von Roald Dahl (Fernsehserie, eine Folge)
- 1985: Phenomena
- 1985: Ticket zum Himmel (Seven Minutes in Heaven)
- 1986: Die Reise ins Labyrinth (Labyrinth)
- 1988: Étoile
- 1988: Some Girls
- 1990: The Hot Spot – Spiel mit dem Feuer (The Hot Spot)
- 1991: Kevins Cousin allein im Supermarkt (Career Opportunities)
- 1991: Rocketeer (The Rocketeer)
- 1992: Im Herzen der Rache (The Heart of Justice)
- 1994: Von Liebe und Schatten (Of Love and Shadows)
- 1995: Higher Learning – Die Rebellen (Higher Learning)
- 1996: Nach eigenen Regeln (Mulholland Falls)
- 1996: Personal Affairs (Far Harbor)
- 1997: Die Abbotts – Wenn Haß die Liebe tötet (Inventing the Abbotts)
- 1998: Dark City
- 2000: Waking The Dead
- 2000: Requiem for a Dream
- 2000: Pollock
- 2000–2001: The $treet – Wer bietet mehr? (The $treet, Fernsehserie, 12 Folgen)
- 2001: A Beautiful Mind – Genie und Wahnsinn (A Beautiful Mind)
- 2003: Hulk
- 2003: Haus aus Sand und Nebel (House of Sand and Fog)
- 2005: Dark Water – Dunkle Wasser (Dark Water)
- 2006: Little Children
- 2006: Blood Diamond
- 2007: Ein einziger Augenblick (Reservation Road)
- 2008: Tintenherz (Inkheart)
- 2008: Der Tag, an dem die Erde stillstand (The Day the Earth Stood Still)
- 2009: Creation
- 2009: Er steht einfach nicht auf Dich (He’s Just Not That Into You)
- 2009: #9 (9)
- 2010: Virginia
- 2011: Dickste Freunde (The Dilemma)
- 2011: Wer’s glaubt, wird selig (Salvation Boulevard)
- 2012: Love Stories (Stuck in Love)
- 2014: Winter’s Tale
- 2014: Aloft
- 2014: Noah
- 2014: Shelter
- 2016: Amerikanisches Idyll (American Pastoral)
- 2017: Spider-Man: Homecoming (Stimme)
- 2017: No Way Out – Gegen die Flammen (Only the Brave)
- 2019: Alita: Battle Angel
- 2020–2024: Snowpiercer (Fernsehserie)
- 2022: Top Gun: Maverick
- 2023: Bad Behaviour
- seit 2024: Dark Matter – Der Zeitenläufer (Dark Matter, Fernsehserie)

## Auszeichnungen und Nominierungen
| Jahr | Titel                                 | Rolle         | Regie            | Bemerkungen |
| ---- | ------------------------------------- | ------------- | ---------------- | --- |
| 2000 | Requiem for a Dream                   | Marion Silver | Darren Aronofsky | Nominiert — Chlotrudis Award Beste Nebendarstellerin Nominiert — Independent Spirit Award Beste Nebendarstellerin Nominiert — Las Vegas Film Critics Society Awards Beste Nebendarstellerin Nominiert — Online Film Critics Society Award Beste Nebendarstellerin Nominiert — Phoenix Film Critics Society Award Beste Nebendarstellerin |
| 2001 | A Beautiful Mind – Genie und Wahnsinn | Alicia Nash   | Ron Howard       | Oscar Beste Nebendarstellerin American Film Institute Award Beste Nebendarstellerin BAFTA Award Beste Nebendarstellerin Broadcast Film Critics Association Beste Nebendarstellerin Golden Globe Award Beste Nebendarstellerin in einem Spielfilm Kansas City Film Critics Circle Award Beste Nebendarstellerin Online Film Critics Society Award Beste Nebendarstellerin Phoenix Film Critics Society Beste Nebendarstellerin Satellite Award Beste Nebendarstellerin in einem Spielfilm Southeastern Film Critics Association Award Beste Nebendarstellerin Nominiert — Chicago Film Critics Association Award Beste Nebendarstellerin Nominiert — Empire Awards Beste Nebendarstellerin Nominiert — Las Vegas Film Critics Society Awards Beste Nebendarstellerin Nominiert — Screen Actors Guild Award Beste Hauptdarstellerin Nominiert — Screen Actors Guild Award Bestes Ensemble |
| 2003 | Hulk                                  | Betty Ross    | Ang Lee          | Nominiert — Saturn Award Beste Schauspielerin |
| 2003 | Haus aus Sand und Nebel               | Kathy Nicolo  | Vadim Perelman   | Kansas City Film Critics Circle Award Beste Schauspielerin Nominiert — Broadcast Film Critics Association Award für die Beste Schauspielerin Nominiert — Satellite Award für die Beste Schauspielerin eines Spielfilms |